# Thomas Taylor
Thomas Taylor (Londra, 15 maggio 1758 – Londra, 1º novembre 1835) è stato un filosofo britannico.
Taylor è stato il primo a tradurre in inglese l'opera completa di Aristotele e di Platone, come anche dei Frammenti Orfici. I testi che usò erano stati pubblicati fin dal XVI secolo, ma erano interrotti da lacune. La generale comprensione da parte di Taylor del pensiero dei platonisti indirizzò le correzioni da lui suggerite, che, quando furono trovati manoscritti migliori, si rivelarono spesso giuste. Le sue versioni influenzarono William Blake, Percy Bysshe Shelley e William Wordsworth. Nelle edizioni americane furono lette da Ralph Waldo Emerson, Bronson Alcott e G. R. S. Mead, segretario di Madame Blavatsky la fondatrice della Teosofia.
Nato a Londra, Taylor fu educato alla St. Paul's School, nella capitale, e si votò allo studio dei classici e della matematica. Dopo aver fatto l'impiegato di banca, fu nominato assistente segretario della "Società per l'incoraggiamento dell'arte" (precorritrice della Royal Society of Arts, Reale Società delle Arti), nella cui posizione si fece molti amici influenti, che gli fornirono i mezzi per pubblicare le sue varie traduzioni, che oltre a Platone e Aristotele, comprendevano Proclo, Porfirio, Apuleio, Ocello Lucano e altri neoplatonisti e pitagorici. Il suo obiettivo era la traduzione di tutti gli scritti degli antichi filosofi greci non ancora tradotti.
Taylor fu un fervente aderente e ammiratore del paganesimo dell'antico mondo ellenico, specialmente nella struttura filosofica fornita da Platone e dai neoplatonisti Proclo e il "divino" Giamblico, i cui lavori tradusse in inglese. Era così innamorato degli antichi che lui e sua moglie parlavano fra loro solo in greco antico.
Egli fu una voce franca contro la corruzione e il vizio che vedeva nel cristianesimo dei suoi giorni, e contro quella che riteneva la sua superficialità.
Per il suo paganesimo e la sua critica del Cristianesimo, Taylor fu ridicolizzato dai suoi contemporanei e si guadagnò molti nemici, ma in altri ambienti fu sempre ben ricevuto.
Taylor pubblicò anche diverse sue opere di filosofia (in particolare, sul neoplatonismo di Proclo e Giamblico) e di matematica. Queste opere sono ora pubblicate (per la prima volta dalla morte di Taylor) dalla fondazione Prometheus Trust Archiviato il 20 febbraio 2006 in Internet Archive..